# Kurumi Imai
Kurumi Imai –en japonés, 今井胡桃, Imai Kurumi– (Nagano, 24 de septiembre de 1999) es una deportista japonesa que compite en snowboard, especialista en la prueba de halfpipe. Consiguió una medalla de  en los X Games de Invierno 2020.

## Medallero internacional
| \| X Games de Invierno \| X Games de Invierno \| X Games de Invierno \| X Games de Invierno \| \| Año \| Lugar \| Medalla \| Prueba \| \| ------------------- \| ---------------------- \| ------------------- \| ------------------- \| \| 2020 \| Aspen (Estados Unidos) \| Medalla de plata \| Superpipe \| |                        |                  |           |
| X Games de Invierno |                        |                  |           |
| Año | Lugar                  | Medalla          | Prueba    |
| 2020 | Aspen (Estados Unidos) | Medalla de plata | Superpipe |